# كأس بلغاريا 1973–74
كأس بلغاريا 1973–74 (بالبلغارية: Купа на Съветската армия 1973/74)‏ هو موسم من كأس بلغاريا. أشرف على تنظيمه اتحاد بلغاريا لكرة القدم، وفاز فيه سسكا صوفيا.